# ۶۸۷ (میلادی)
۶۸۷ (میلادی) ششصد و هشتاد و هفتمین سال تقویم میلادی است.

## درگذشتگان
‎